# UTC-0:25
UTC-0:25とは、協定世界時を25分（より正確には25分21秒）遅らせた標準時である。
UTC-0:25は、かつてダブリン平均時(Dublin Mean Time)の名称で、イギリス（グレートブリテン及びアイルランド連合王国）併合下のアイルランドの標準時として使用されていた。

## 歴史
1880年、グリニッジ平均時をイギリスの法定時刻と定める法律(Statutes (Definition of Time) Act)によって導入された。
時間（アイルランド）法(Time (Ireland) Act)に基づき、1916年10月1日午前2時（ダブリン夏時間）のこの年の夏時間の終了と同時に、全ての季節でイギリスと同じ時刻を使用することとなった。